# Sandi Papež
Sandi Papež (Novo mesto, 25 februari 1965) is een Sloveens voormalig wielrenner. Hij nam namens Joegoslavië deel aan de ploegentijdrit op de Olympische Zomerspelen van 1988.

## Belangrijkste overwinningen
1994
Istrian Spring Trophy
1996
Ronde van Kroatië